# 普朗克里
普朗克里（法語：Planquery，法語發音：[plɑ̃kʁi] ⓘ）是法国卡尔瓦多斯省的一个市镇，属于巴约区。

## 地理
普朗克里（49°9'20"N, 0°50'19"W）面积14.37 平方千米，位于法国诺曼底大区卡爾瓦多斯省，该省份为法国西北部沿海省份，北濒大西洋英吉利海峡，东北与滨海塞纳省以海上边界相接，东临厄尔省，南至奧恩省，西与芒什省接壤。
与普朗克里接壤的市镇（或旧市镇、城区）包括：德龙河畔巴勒鲁瓦、拉巴佐克、卡阿尼奥勒、卡斯蒂永、科尔莫兰、富洛涅、萨朗、巴勒鲁瓦。

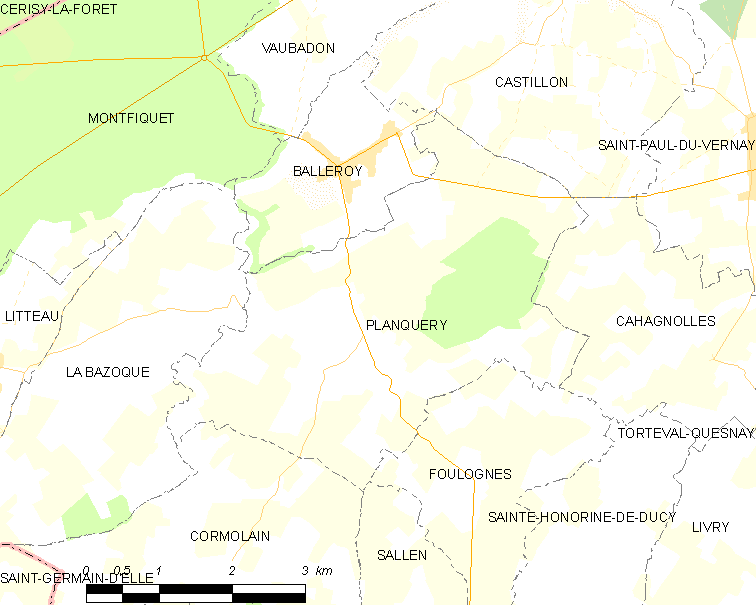
普朗克里的OSM定位图

普朗克里的时区为UTC+01:00、UTC+02:00（夏令时）。

## 行政
普朗克里的邮政编码为14490，INSEE市镇编码为14506。

## 政治
普朗克里所属的省级选区为特雷维耶尔县。

## 人口

1962-2008年间普朗克里人口变化图示

普朗克里于2022年1月1日时的人口数量为248人。